# Паннеи
Паннеи (индон. Bahasa Pannei) — один из австронезийских языков, распространён на острове Сулавеси — в о́круге Полевали-Мандар провинции Западный Сулавеси (Индонезия).
По данным Ethnologue, количество носителей данного языка составляло 9 тыс. чел. в 1983 году.

## Диалекты
Выделяют следующие диалекты: було, таранго. Наиболее близкое родство паннеи обнаруживает с языками бамбам, улуманда и аралле-табулахан (степень языкового сходства — 75%-80%).